# 김경호 (기자)
김경호(1977년 ~ )는 대한민국의 문화방송 소속 기자 겸 앵커이다.

## 경력
- 주말 MBC뉴스데스크 앵커
- 마이 리틀 뉴스데스크 진행
- MBC 경제팀 기자
- MBC 정치부, 사회부, 국제부, 스포츠취재부, 뉴스 후 기자
- 뉴스데스크 PD, 다큐멘터리 '타임' PD

## 방송
- MBC 후 플러스
- MBC MBC 뉴스데스크 주말 (2019년 7월 27일 ~ 2022년 2월 27일, 2025년 1월 25일 ~ 현재)
- MBC MBC 뉴스데스크 평일 - 임시진행 (2019년 8월 16일 ~ 8월 19일, 11월 8일, 2020년 2월 17일 ~ 2월 21일, 10월 5일 ~ 10월 9일, 2021년 8월 16일 ~ 8월 20일, 12월 20일 ~ 12월 24일, 2022년 3월 14일 ~ 3월 18일, 2023년 11월 27일 ~ 12월 1일)